# Свен-Ерік Бухт
Свен-Ерік Бухт (швед. Sven-Erik Bucht) — шведський політик, член Соціал-демократичної партії, міністр сільського господарства з 2014 року.

## Біографія
У 1996 році закінчив юридичний факультет Luleå tekniska universitet. До 1991 року працював у різних галузях, у тому числі як сільськогосподарський працівник, доглядач, продавець та вчитель музики. Він став активістом Шведської соціал-демократичної робітничої партії. Пізніше він був менеджером у житлових кооперативах (HSB). З 2003 по 2010 рік він був головою правління комуни Гапаранда.
На виборах у 2010 та 2014 роках він отримав мандат депутата Риксдагу.
3 жовтня 2014 року Свен-Ерік Бухт отримав посаду міністра сільського господарства у кабінеті Стефана Левена.